# Варела, Северино
Севери́но Варе́ла Пуэ́нте (исп. Severino Varela Puente; 14 сентября 1913, Монтевидео — 29 июля 1995, там же) — уругвайский футболист, нападающий.

## Биография
Северино Варела начал свою карьеру в клубе «Ривер Плейт» из родного города Монтевидео. Через три года он перешёл в лидера уругвайского футбола «Пеньяроль», где стал 4-кратным чемпионом Уругвая. В 1943 году Варела за 38 тыс. песо был продан в аргентинскую «Боку Хуниорс», где вместе с Сосой и Бойе составил центр нападения команды. В «Боке» Варела дважды стал чемпионом Аргентины, забив за клуб 46 мячей (13 с пенальти) в 74 матчах. Особенно часто забивал Варела в главном аргентинском «классико»: пять мячей в ворота «Ривер Плейт» в шести матчах.
В 1946 году Варела вернулся в «Пеньяроль», где через год завершил спортивную карьеру.
В сборной Уругвая Варела провел 24 матча, забив 19 мячей. В 1942 году он вместе с командой стал чемпионом Южной Америки.
Северино Варела выделялся на поле не только своей игрой, но и редким для футболистов элементом экипировки — белой шапочкой.

## Достижения
- Чемпион Уругвая (4): 1935, 1936, 1937, 1938
- Чемпион Аргентины (2): 1943, 1944
- Чемпион Южной Америки (1): 1942